# Le Chemin de l'honneur
Pour plus de détails, voir Fiche technique et Distribution.
Le Chemin de l'honneur est un film français réalisé par Jean-Paul Paulin en 1939 et sorti en 1940.

## Synopsis
Deux frères jumeaux se sont engagés dans l'armée, Paul par vocation est lieutenant de spahis et Georges pour échapper à la police est sergent dans la Légion étrangère. Un mouchard ayant informé la police de la présence de Georges à la Légion, celui-ci doit la quitter. A Casablanca, Paul aide son frère à échapper à la police en prenant son identité pour lui permettre de regagner son honneur.

## Fiche technique
- Titre : Le Chemin de l'honneur
- Réalisation : Jean-Paul Paulin
- Scénario et dialogues : Jane Rentès
- Musique : Georges Van Parys
- Photographie : René Guissart et René Colas
- Son : Jean Lecoq
- Montage : André Versein
- Décors : Lucien Aguettand
- Producteur : Henri Garat - Les Productions Henri Garat
- Distribution : Les Productions Henri Garat
- Pays de production :  France
- Format : Noir et blanc - 1,37:1 - Mono - 35 mm
- Genre : Drame
- Durée : 105 minutes
- Date de sortie : France - 9 mars 1940[1]

## Distribution
- Henri Garat : Paul Imbert / Georges Imbert
- Renée Saint-Cyr : Renée de Marvilliers
- André Lefaur : le Général de Puy d'Arc
- Roland Toutain : le lieutenant Péresc
- Constant Rémy : le colonel
- Jean-Louis Allibert : un officier
- René Bergeron : l'inspecteur Bicherel
- Mady Berry : la patronne de l'hôtel
- Pierre Brasseur : Philippe
- Rivers Cadet : Antoine
- Marcel Chabrier
- Fernand Charpin : le parrain
- Eddy Debray : le curé
- Paul Escoffier : le chef de la police judiciaire
- Jeanne Fusier-Gir : Augustine, la bonne
- Lucas Gridoux : La Quinine
- Marcelle Géniat : Mme Imbert
- Martial Muller
- Georges Paulais : le chirurgien
- Jean Poc
- Philippe Richard : le major
- Roger Terrore

## Sur le film
- Dans ce « mélo patriotique[2]», Henri Garat, le producteur du film, s'est attribué le rôle d'un homme qui rachète une ancienne faute en trouvant la mort au combat, thème dans l'air du temps à la veille de la Seconde Guerre mondiale.